# Addictus
Addictus (participio passato di addicere=assegnare); (schiavo per debiti) era il debitore insolvente caduto in mano al proprio creditore, a seguito dell'assegnazione del magistrato, in sede di manus iniectio: la figura era tipica del diritto romano arcaico. Il creditore aveva facoltà di tenere il debitore in catene nel suo carcere privato e trascorsi sessanta giorni entro i quali chiunque poteva saldare il debito e riscattarlo; poteva venderlo come schiavo trans Tiberim (oltre il Tevere, cioè fuori dalla città), o anche ucciderlo. Tale condizione scomparve in epoca classica per il prevalere dell'esecuzione patrimoniale introdotta dal pretore.
Nel diritto romano, addictus era anche l'uomo libero punito per furto flagrante.
Simile alla situazione dell'addictus era quella del nexus, cioè il debitore consegnatosi volontariamente al creditore a garanzia del proprio debito, con la facoltà di riscattarsi prestando a suo favore servigi.
Sia lo addictus che il nexus conservavano la libertà e la cittadinanza, ma subivano le limitazioni di capacità conseguenti al loro particolare stato di dipendenza del creditore.